# Scalidophora
Scalidophora (Cephalorhyncha) – grupa morskich zwierząt pseudocelomatycznych zaliczanych do kladu wylinkowców (Ecdysozoa) obejmująca niezmogowce, ryjkogłowy i kolczugowce. Jest to grupa nieliczna w gatunki: w trzech typach zgrupowano mniej niż 400 gatunków żyjących współcześnie. 

Budowa typowego przedstawiciela Scalidophora. Skalidy oznaczono symbolem sc

Oprócz wspólnej dla wylinkowców cechy linienia łączy je podobny typ rozwoju larwalnego oraz obecność hakowatych wyrostków kutykularnych (nazywanych skalidami) ułożonych w pierścienie na introwercie. Obecność skalidów jest wyłączną cechą diagnostyczną (synapomorfią) tej grupy.
Synonimizowana obecnie nazwa Cephalorhyncha była pierwotnie użyta przez Clausa Nielsena w szerszym znaczeniu: zawierała również nitnikowce (Nematomorpha), później wyodrębnione do kladu Nematoida. 
Scalidophora są uważane za grupę bardzo starą ewolucyjnie. W zapisie kopalnym znane są co najmniej ze skamieniałości kambryjskich. Współcześnie są szeroko rozprzestrzenione.
Typy zaliczane do Scalidophora:
- niezmogowce (Priapulida)
- ryjkogłowy (Kinorhyncha)
- kolczugowce (Loricifera)